# Navy and Marine Corps Medal
Navy and Marine Corps Medal är en tapperhetsmedalj i USA:s marindepartement för USA:s flotta och USA:s marinkår som ges för hjältemod i situationer utanför väpnad strid.

## Bakgrund
Medaljen kan även ges för dåd som utförts utanför tjänsten. Ett krav är att mottagarens liv måste ha varit i fara själv
Medaljen infördes 1942 under andra världskriget och motsvarar funktionellt Soldier's Medal i USA:s armé som hade införts redan 1926. Medaljen utdelas i presidentens namn av marinministern.
En av de mest kända mottagarna var blivande presidenten John F. Kennedy som erhöll den under andra världskriget som fartygschef för en motortorpedbåt.